# Brian Welch (Skispringer)
Brian Welch (* 18. Januar 1984 in Scarborough, Maine) ist ein ehemaliger US-amerikanischer Skispringer.

## Werdegang
Welch gab sein internationales Debüt am 12. Januar 2002 im Skisprung-Continental-Cup. In Sapporo verpasste er als 31. dabei nur knapp einen Sprung in die Punkteränge. Zwei Wochen später bei den Nordischen Junioren-Skiweltmeisterschaften 2002 in Schonach im Schwarzwald sprang er von der Normalschanze auf Rang 36.
Trotz mangelnder Erfolge erhielt er einen Startplatz für die Olympischen Winterspiele 2002 in Salt Lake City. Af den Utah Olympic Park Jumps schied er von der Normalschanze bereits nach Durchgang eins punktgleich mit seinem Landsmann Clint Jones als 39. aus. Nachdem er auf der Großschanze nicht gestartet war, trat er gemeinsam mit Thomas Schwall, Clint Jones und Alan Alborn beim Mannschaftsspringen an und wurde beim Sieg der deutschen Mannschaft am Ende Elfter.
Am 21. September 2002 gewann er in Calgary als 14. seine ersten Continentalcup-Punkte. Auch im zweiten Springen war er als Neunter erfolgreich. Ein Jahr später feierte er mit Rang acht das Beste Einzelresultat der Karriere. Am 28. November 2002 gab er schließlich in Kuusamo sein Debüt im Skisprung-Weltcup. In seinen ersten beiden Springen in der höchsten Serie im Skisprungsport blieb er als 45 und 55 jedoch ohne Punktegewinn. Im Januar 2003 startete er noch einmal in Hakuba und Sapporo, blieb aber erneut ohne den großen Sprung in den zweiten Durchgang und damit in die Punkteränge. Daraufhin wurde er zurück in den Continental Cup versetzt, wo er jedoch auch in den folgenden drei Jahren ohne große Erfolge blieb.
Aufgrund der schlechten finanziellen Unterstützung durch den US-Skiverband beendete Welch 2006 seine Karriere.

## Erfolge

### Continental-Cup-Platzierungen
| Saison  | Platz | Punkte |
| ------- | ----- | ------ |
| 2001/02 | 209.  | 16     |
| 2002/03 | 128.  | 31     |
| 2003/04 | 122.  | 04     |
| 2004/05 | 103.  | 27     |